# Butyrivibrio fibrisolvens
Butyrivibrio fibrisolvens es una especie de  bacteria del género Butyrivibrio. Fue descrita en el año 1956, es la especie tipo. Su etimología hace referencia a disolución de fibra. Se describe como gramnegativa, aunque posiblemente sea grampositiva con pared delgada como otras bacterias del mismo género. Es anaerobia estricta, móvil por flagelación polar. Tiene un tamaño de 0,4-0,6 μm de ancho por 2-5 μm de largo. Forma colonias convexas y translúcidas. Temperatura de crecimiento entre 30-45 °C. Se ha aislado del rumen de vacas, y también se encuentra en perros y gatos. Se han aislado varios bacteriófagos de esta especie, como los fagos Arian, Bo-Finn, Idris, Arawn y Ceridwen.